# Carlo Savina
Carlo Savina (* 2. August 1919 in Turin; † 20. Juni 2002 in Rom) war ein italienischer Dirigent und Filmkomponist.

## Leben und Werk
Savina schloss seine Ausbildung am Turiner Konservatorium in Komposition, Violine, Piano, Orgel und Orchesterleitung ab und wurde erster Violinist und Leiter des Orchesters der RAI. Seine großen Erfolge im Radio während der 1950er Jahre führten zu Auftragsarbeiten für Filmmusiken.
Hier verband er geschickt symphonische Musik und Songs zu Filmscores. Er wurde lange zum bevorzugten Dirigenten von Nino Rota und zeichnete so für die besten Filmmusiken Fellinis verantwortlich. In dieser Eigenschaft war er verantwortlich für die Musikeinspielungen von z. B. Ben Hur, Sodom und Gomorrha, El Cid, Der Pate, Tess und Romeo und Julia.
Savina arbeitete mit Orchestern in aller Welt zusammen und schuf über 150 Musiken zu Filmen aller Genres. Viele seiner Kompositionen wurden Jukebox-Hits der 1960er und 1970er Jahre, den Filmen selbst mangelte es meist an Klasse, was den Erfolg der Kompositionen schmälerte.
Neben seiner aktiven Tätigkeit wirkte er viele Jahre als Funktionär in Verbänden und war Berater der Società Italiani Autori ed Editori (SIAE).

## Filmmusiken (Auswahl)
- 1954: Totò cerca pace
- 1959: Judith – Das Schwert der Rache (Giuditta e Oloferne)
- 1960: Es begann in Neapel (It Started in Naples)
- 1961: Das Leben ist schwer (Una vita difficile)
- 1962: Achilles (Achille)
- 1962: Kampf der Giganten (Ursus gladiatore ribelle)
- 1962: Maciste im Kampf mit dem Piratenkönig (Maciste contro lo sceicco)
- 1962: Zorros Heimkehr und Rache (Zorro alla corte di Spagna)
- 1963: Ursus, der Unbesiegbare (Ursus nella terra di fuoco)
- 1964: Einer frißt den anderen
- 1964: Ein Toter hing am Glockenseil (La cripta e l’incubo)
- 1965: Här kommer bärsärkarna
- 1965: Per un dollaro di gloria
- 1965: Il piombo e la carne
- 1965: El proscrito del Río Colorado
- 1965: Stirb aufrecht, Gringo! (La colt è mia legge)
- 1965: Die Unversöhnlichen (Rebeldes en Canadá)
- 1966: Django kennt kein Erbarmen (Pochi Dollari per Django)
- 1966: Hermann der Cherusker (Il massacro della foresta nera)
- 1966: Ringo mit den goldenen Pistolen (Johnny d’oro)
- 1967: Vier Halleluja für Dynamit-Joe (Joe l’implacabile)
- 1967: Zwei Trottel gegen Django (Due Rrringos nel Texas)
- 1968: Anche nel West c’era una volta Dio
- 1968: Fünf blutige Stricke (Joko, invoca dio… e muori)
- 1968: Ich bin ein entflohener Kettensträfling (Vivo per la tua morte)
- 1968: Pagò cara su muerte
- 1968: Pilluks nimmt Maß (Giurò… e li uccise ad uno ad uno (Piluk il timido))
- 1968: Schreie in der Nacht (Contronatura)
- 1969: Blutrache einer Geschändeten (Testa o croce)
- 1969: Die Hochzeitsreise
- 1970: Ehi amigo, sei morto!
- 1970: Satan der Rache (E Dio disse a Caino)
- 1970: Im Schatten des Mörders
- 1971: Das Auge der Spinne (L’occhio del ragno)
- 1971: …E lo chiamarono Spirito Santo
- 1971: Il tredicesimo è sempre Giudà
- 1972: Un animale chiamato uomo
- 1972: Bada alla tua pelle Spirito Santo!
- 1972: Hai sbagliato… dovevi uccidermi subito!
- 1972: Ein Halleluja für zwei linke Brüder (Jesse & Lester due fratelli in un posto chiamata Trinità)
- 1972: Ein Hosianna für zwei Halunken (Trinità e Sartana figli di…)
- 1972: Rache in El Paso (I senza Dio)
- 1972: Spirito Santo e le 5 magnifiche canaglie
- 1973: Liebe und Anarchie (Film d’amore e d’anarchia – Ovvero “Stamattina alle 10 in via dei Fiori nella nota casa di tolleranza…”)
- 1975: In meiner Wut wieg’ ich vier Zentner (Là dove non batte il sole)
- 1979: Der Graf von Monte Christo
- 1981: Alles fliegt dir um die Ohren (Comin’ at ya!)
- 1982: Fluch des verborgenen Schatzes
- 1984: Die Zukunft heißt Frau
- 1985: New York Connection
- 1990: Feu sur le candidat